# Tree Island (ö i Kina)
Tree Island (kinesiska: 趙述島, 樹島) är en ö bland Paracelöarna i Sydkinesiska havet.  Paracelöarna har annekterats av Kina, men Taiwan och Vietnam gör också anspråk på dem. Arean är 0,23 kvadratkilometer.
Terrängen på Tree Island är mycket platt. Öns högsta punkt är 11 meter över havet. Den sträcker sig 0,5 kilometer i nord-sydlig riktning, och 0,7 kilometer i öst-västlig riktning.